# Футбол в Азербайджане
Футбо́л в Азербайджа́не — один из ключевых видов спорта Азербайджана.

## История

### Период Российской империи
Первые футбольные клубы на территории Азербайджана начали создаваться в 1905 году. Эти команды в основном представляли крупные бакинские нефтепромышленные компании. К примеру, футболисты-любители, работавшие на промыслах в Балаханы, были известны во всём городе. 

Первый официальный чемпионат по футболу был проведён в Баку в 1911 году, победителем которого стала команда английской нефтяной компании под названием «Британский Клуб». В 1912 году азербайджанские футболисты провели первую международную игру в Тифлисе, против команды «Сокол», в которой одержали победу со счетом 4:2.

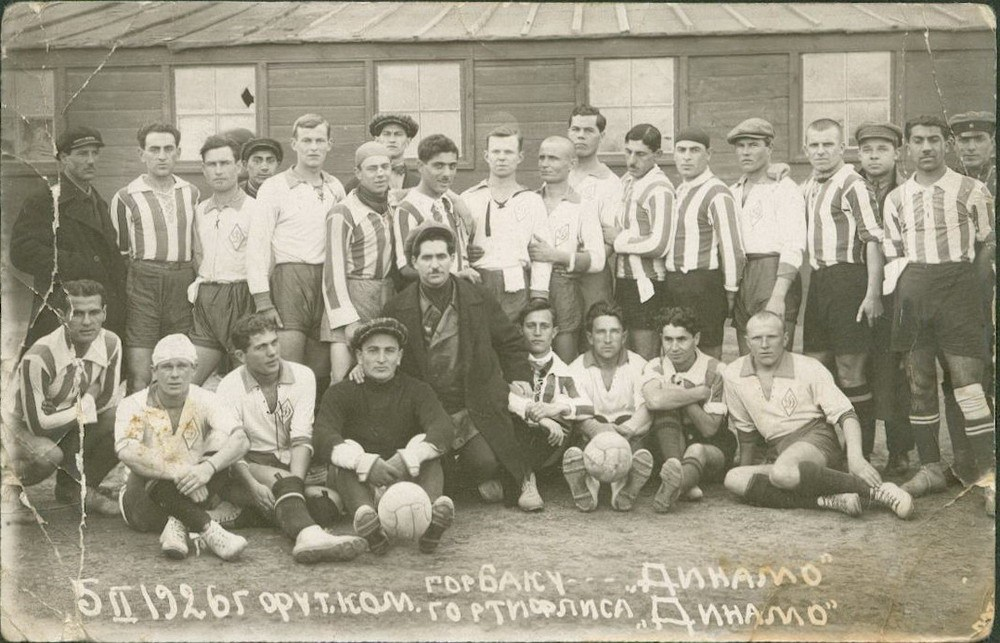
Встреча бакинского и тифлисского клубов «Динамо» 5 февраля 1926 года

Также в 1912 году бакинская команда «Британский Клуб» второй раз стала чемпионом Баку. В 1913—1915 годы победителем стал клуб «Спортсмен», в 1916 году — «Футбольный кружок Балаханы», в 1917 — «Сокол». В 1914 году в Баку была создана судейская коллегия, а также первая футбольная лига в Баку. 

### Период Азербайджанской ССР
В 1923 году бакинский клуб «Комсомол» стал победителем I Олимпиады комсомольцев Закавказья, проходившей в столице Грузии, где принимали также участие футболисты Тифлиса и Батуми. «Комсомол» повторил этот успех и в последующих трёх турнирах.
В 1928 году состоялся первый чемпионат Азербайджана по футболу, в котором приняло участие восемь команд из Баку, Гянджи, Ханкенди, Кубы, Шеки и Закаталы. Первым чемпионом Азербайджана стала бакинская команда «Профсоюз-2».
В период с 1936 по 1991 году в чемпионатах СССР принимали участие следующие азербайджанские клубы: «Темп», «Локомотив», «Динамо», «Строители Юга», «Нефтчи», «Прогресс», «Нефтяные Камни», «Спартак», «Гянджлик», «Автомобилист», «Термист» (все — Баку), "Текстильщик, «Прогресс», «Динамо», «Кяпаз» (все — Кировабад), «Металлург», «Темп», «Химик», «Полад», «Восход» (все — Сумгаит), «Текстильщик», «Автомобилист» (оба — Мингечевир), «Араз» (Нахичевань), «Дашгын» (Закаталы), «Карабах» (Ханкенди), «Хазар» (Ленкорань), «Гоязан» (Казах), «Карабах» (Агдам). 
В 1966 году бакинский клуб «Нефтчи» занял третье место на чемпионате СССР по футболу. Это наивысшее достижение футбольных клубов Азербайджана на этом турнире.

### Современный период

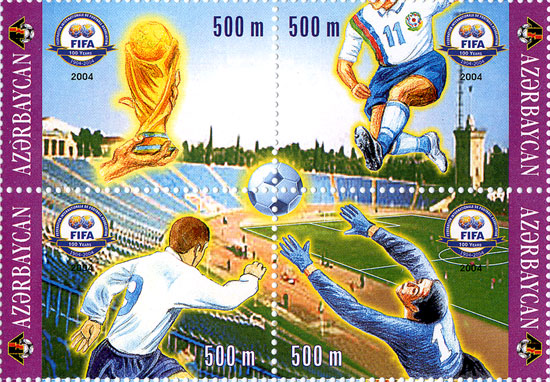
Почтовая марка Азербайджана, посвященная футболу

После обретения независимости в 1991 году, в марте 1992 года была создана АФФА — Ассоциация футбольных федераций Азербайджана. В 1994 году АФФА была принята в УЕФА и ФИФА. 
Первый чемпионат независимого Азербайджана был проведён в 1992 году. В чемпионате принимало участие рекордное количество команд — 26. Чемпионом стал «Нефтчи», серебряные медали завоевал сумгаитский «Хазар», бронзовые — «Туран» из Товуза. Лучшим бомбардиром первого чемпионата стал Назим Алиев из «Хазара» с 39 забитыми голами.
В 2012 году «Нефтчи» вошёл в историю как первая азербайджанская команда, попавшая в групповой этап Лиги Европы УЕФА. Также в 2012 году в Азербайджане впервые прошёл чемпионат под эгидой ФИФА — чемпионат мира по футболу среди девушек до 17 лет (матчи принимали Баку и Ленкорань).
Первой в истории азербайджанской командой, прошедшей в групповой этап Лиги чемпионов (в сезоне 2017/2018) стал «Карабах».

## Соревнования

### Премьер-Лига

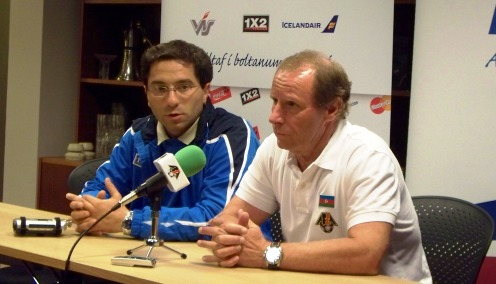
Бывший главный тренер сборной Азербайджана — Берти Фогтс

В сезоне 2008/2009 чемпионат Азербайджана был переименован из Высшей Лиги в Премьер-Лигу. 
В соревновании участвуют 10 клубов, представляющих различные регионы страны. Сезон начинается в августе и продолжается до конца мая следующего года с зимним перерывом с начала декабря до середины февраля. 
Проводится по четырёхкруговой системе. 
Команда, занявшая последнее место по итогам сезона, переходит в первый дивизион. Её место соответственно занимает лучший клуб первого эшелона.

### Первая лига
Проводится по двухкруговой системе. В соревновании участвует 14 клубов, которые разыгрывают 1 путевку в Премьер-Лигу с августа по май.
В сезоне 2025/26 в лиге принимают участие команды «Baku Sporting», «Джабраил», «Дифаи», «Мингечевир», «МОИК», «Сабаил», «Шахдаг», «Шафа», «Шимал», «Загатала».

### Вторая лига
Проводится с сезона 2023/2024. В лиге участвуют 12 команд. Игры проходят в 2 круга.
В сезоне 2025/26 в лиге играют команды «Агдаш», «Агстафа Генджлери», «Араз Саатлы», «Динамо», «Гёйгёль», «Hypers Guba», «Ханкенди», «Кюр-Араз», «Карабах-L», «Sheki City», «Шамкир», «Ширван».

### Региональная лига
24 сентября 2024 года создан футбольный клуб «Ханкенди».
15 августа 2025 года создан футбольный клуб «Зангезур».

## Сборная Азербайджана

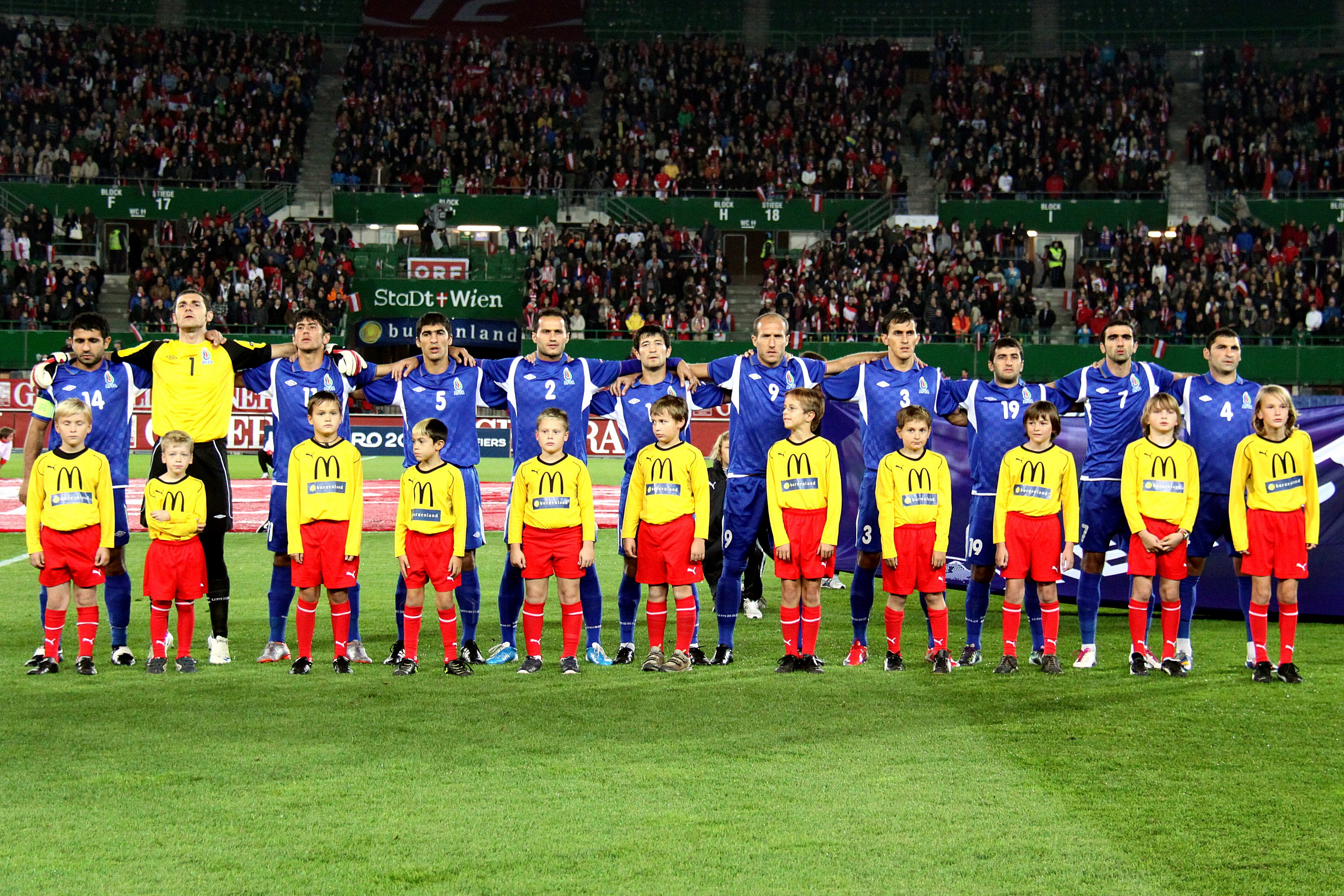
Сборная Азербайджана (2010-10-08)

Сборная Азербайджана провела свои первые товарищеские матчи в 1929 году против сборной Ирана в Тегеране, в которых одержала три крупные победы — 4:0, 4:1 и 11:0. После обретения независимости в 1991 году, в марте 1992 года была создана АФФА — Ассоциация футбольных федераций Азербайджана. В 1994 году АФФА была принята в УЕФА и ФИФА. В том же году сборная начала выступать в отборочных матчах к чемпионату Европы-96 и мира.
Стремясь усилить состав основной сборной страны, в Азербайджане началась также практика натурализации иностранных футболистов, выступающих за местные клубы. Так, перед отборочными матчами чемпионата Европы-2008, бывший наставник сборной Азербайджана Шахин Диниев призвал в ряды команды сразу шесть натурализованных футболистов — бразильцев Эрнани Перейру, Андре Ладагу и Леандро Гомеса, украинцев — Александра Чертоганова и Юрия Музыку, а также россиянина Сергея Соколова.

## Футбольные рефери

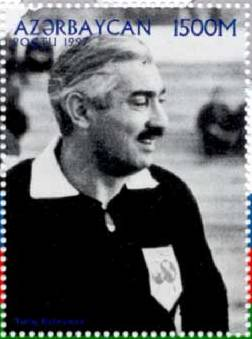
Тофик Бахрамов

Современные футбольные рефери Азербайджана:
| Имя             | Позиция               | Год рождения | Международный дебют |
| --------------- | --------------------- | ------------ | ------------------- |
| Алияр Агаев     | Рефери ФИФА           | 1987         | 2013                |
| Рагим Гасанов   | Рефери ФИФА           | 1983         | 2013                |
| Анар Салманов   | Рефери ФИФА           | 1980         | 2010                |
| Орхан Мамедов   | Рефери ФИФА           | 1985         | 2015                |
| Яшар Аббасов    | Ассистент рефери ФИФА | 1980         | 2012                |
| Мубариз Гашимов | Ассистент рефери ФИФА | 1981         | 2010                |
| Намик Гусейнов  | Ассистент рефери ФИФА | 1987         | 2012                |
| Рза Мамедов     | Ассистент рефери ФИФА | 1986         | 2014                |
| Вагиф Мусаев    | Ассистент рефери ФИФА | 1972         | 2010                |
| Зейнал Зейналов | Ассистент рефери ФИФА | 1985         | 2011                |

### Тофик Бахрамов
Азербайджанский футбольный арбитр Тофик Бахрамов стал вторым советским судьей, судившим на чемпионатах мира по футболу, после Николая Латышева. Он был первым советским арбитром, судившим финалы еврокубков. Высшим его достижением стала работа на Межконтинентальном кубке. В 1972 году он обслуживал матч этого турнира между аргентинским «Индепендьенте» и голландским «Аяксом». 14 октября 2004 года в Баку в преддверии матча между сборными Азербайджана и Англии в рамках отборочного цикла чемпионата мира у входа в стадион, носящий теперь имя знаменитого судьи, был открыт памятник Бахрамову, в знак уважения, за его заслуги перед футболом.

## Чемпионы Азербайджанской ССР
| - 1928 «Профсоюз 2» Баку - 1934 «Профсоюз» Баку - 1935 «Строитель Юга» Баку - 1936 «Строитель Юга» Баку - 1937 «Локомотив» Баку - 1938 «Локомотив» Баку - 1939 «Локомотив» Баку - 1940 «Локомотив» Баку - 1941-43 не проводился - 1944 «Динамо» Баку - 1945 не проводился - 1946 «Локомотив» Баку | - 1947 «Трудовые Резервы» Баку - 1948 «ККФ» Баку - 1949 «ККФ» Баку - 1950 «Искра» Баку - 1951 «Ордженикидзенефть» Баку - 1952 «Ордженикидзенефть» Баку - 1953 «Ордженикидзенефть» Баку - 1954 «Завод им. С. М. Бюдденого» Баку - 1955 «Ордженикидзенефть» Баку - 1956 НПУ «Ордженикидзенефть» Баку - 1957 НПУ «Ордженикидзенефть» Баку - 1958 НПУ «Ордженикидзенефть» Баку | - 1959 сборная Баку - 1960 «ЦСКА» Баку - 1961 «Спартак» Губа - 1962 «ЦСКА» Баку - 1963 «Араз» Баку - 1964 «Полад» Сумгаит - 1965 «Восток» Баку - 1966 «Восток» Баку - 1967 «Араз» Баку - 1968 «ЦСКА» Баку - 1969 «Араз» Баку - 1970 «ЦСКА» Баку | - 1971 «Химик» Сальяны - 1972 «Сураханец» Баку - 1973 «Араз» Баку - 1974 «Араз» Баку - 1975 «Араз» Баку - 1976 «Араз» Баку - 1977 «Карабах» Агдам - 1978 «СКИФ» Баку - 1979 «ЦСКА» Баку - 1980 «Энергетик» Али-Байрамлы - 1981 «Гянджлик» Баку - 1982 «Тохуджу» Баку | - 1983 «Термист» Баку - 1984 «Термист» Баку - 1985 «Хазар» Сумгаит - 1986 «Геязань» Казах - 1987 «Араз» Нахичевань - 1988 «Карабах» Агдам - 1989 «Строитель» Сабирабад - 1990 «Карабах» Агдам - 1991 «Хазар» Сумгаит |

## Кубок Азербайджана
Кубок Азербайджана по футболу — одно из основных футбольных соревнований в этой стране. Розыгрыш кубка начался с 1992 года. Нынешним чемпионом является Агдамский клуб Карабах.

### Победители кубка Азербайджанской ССР
| - 1936 Строитель Юга Баку - 1937 Темп Баку - 1938 Темп Баку - 1939 Локомотив Баку - 1940 Динамо Баку - 1947 Пищевик Баку - 1948 Пищевик Баку - 1949 ККФ Баку - 1950 Трудовые резервы Баку | - 1951 Завод им. С. М. Будденого Баку - 1952 Завод им. С. М. Будденого Баку - 1953 Динамо Баку - 1954 БОДО Баку - 1955 Завод им. С. М. Будденого Баку - 1956 НПУ «Орджоникидзенефть» Баку - 1957 Мэхсул (азер. Məhsul) Тауз - 1958 СК БО ПВО Баку - 1960 АТЗ Сумгаит - 1961 НПУ «Орджоникидзенефть» Баку | - 1962 СКА Баку - 1963 СКА Баку - 1964 Восток Баку - 1965 Восток Баку - 1966 Восток Баку - 1967 Апшерон Баку - 1968 Политехник Мингечаур - 1969 СКА Баку - 1970 СКА Баку - 1971 Суруханез Сальяны | - 1972 Изолит Мингечаур - 1973 СКА Баку - 1974 СКА Баку - 1975 Суруханез Баку - 1976 СКА Баку - 1977 Суруханез Баку - 1978 СКА Баку - 1979 Суруханез Баку - 1980 Энергетик - 1981 Ганджлик Баку | - 1982 Гянджлик Баку - 1983 Виляш Масаллы - 1984 Кондитер Гянджа - 1985 Кондитер Гянджа - 1986 Иншаатчы Сабирабад - 1987 Хазар - 1988 Араз Баку - 1989 Гянджлик Баку - 1990 Карабах - 1991 Иншаатчы Баку |

## Легионеры
Решением Исполкома Азербайджанской федерации футбола в сезоне 2008/09 годов в Азербайджане отменен лимит на легионеров. В следующем сезоне данный вопрос будет рассматриваться снова. За каждого легионера, внесенного в список, клуб должен заплатить в казну АФФА 20 000 манатов (около 25 000 долларов).

## Женский футбол
- Сборная Азербайджана по футболу
- Женская сборная Азербайджана по футболу (до 19 лет)
- Женская сборная Азербайджана по футболу (до 17 лет)

## Ассоциация футбольных федераций Азербайджана

### Государственная программа

Эмблема АФФА

АФФА — Ассоциация футбольных федераций Азербайджана осуществляет контроль и управление футболом в Азербайджане. Штаб-квартира находится в Баку. Функционируют также региональные офисы. Занимается организацией национального чемпионата, кубка страны, суперкубка, игр сборных страны, поддержкой, развитием и популяризацией всего футбола в целом. Президент Азербайджана Ильхам Алиев в 2005 году своим указом утвердил Государственную программу развития футбола в стране на период 2006—2015 гг. Одним из главных направлений Программы является проведение мероприятий по развитию детского футбола. В связи с этим в городах и районах республики было построено 20 крытых спортивных площадок. Укрепляются футбольные клубы страны, развивается материально техническая база, многие из них строят стадионы, базы тренировок. Это уже даёт определённые положительные результаты[какие?].

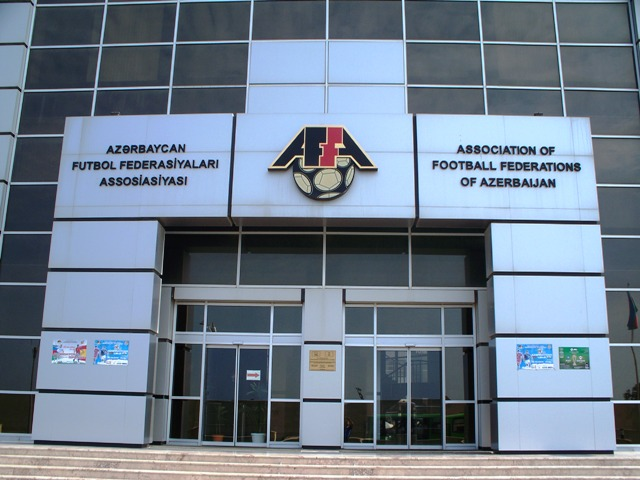
Административное здание АФФА в Баку

### Футбольная академия Азербайджана

Здание Футбольной академии в Баку

Первая Футбольная академия в Азербайджане. Построена при финансовой поддержке УЕФА и АФФА, с целью развития детского футбола в стране. Официальная церемония открытия Академии состоялось 23 февраля 2009 года при участии члена Исполнительного комитета ФИФА, вице-президента УЕФА Шенеса Эрзика, технического директора ФИФА Жана Мишеля Бенезета, президента Ассоциации футбольных федераций Азербайджана Ровнага Абдуллаева, заместителя министра молодежи и спорта Азербайджана — Исмаила Исмайлова, вице-президента Национального олимпийского комитета Азербайджана Чингиза Гусейнзаде, членов Исполнительного комитета АФФА, ветеранов футбола и других официальных лиц.

### Видеоматериалы
- «Дано мячу и падать и взлетать» (2011) — документальный фильм студии «Салнаме»